# Copa Davis Juvenil 2022
La Copa Davis Juvenil de 2022 es la 37.ª edición del torneo de tenis junior masculino. Participan dieciséis equipos, agrupados en cuatro grupos de cuatro países.

## Participan
| - Argentina - Australia - Brasil - Egipto | - España - Estados Unidos - Francia - Reino Unido | - India - Italia - Japón - Marruecos | - México - Paraguay - República Checa - Turquía |

## Eliminatoria

### Grupo A
| País      | Jugados | Ganados | Perdidos | Puntos | Partidos (G-P) | Sets (G-P) | Juegos (G-P) |
| --------- | ------- | ------- | -------- | ------ | -------------- | ---------- | ------------ |
| España    | 3       | 2       | 1        | 2      | 6-3            | 14-5       | 98-71        |
| Australia | 3       | 2       | 1        | 2      | 5-4            | 11-9       | 107-75       |
| Egipto    | 3       | 2       | 1        | 2      | 5-4            | 10-10      | 87-95        |
| México    | 3       | 0       | 3        | 0      | 2-7            | 3-16       | 50-101       |

### Grupo B
| País            | Jugados | Ganados | Perdidos | Puntos | Partidos (G-P) | Sets (G-P) | Juegos (G-P) |
| --------------- | ------- | ------- | -------- | ------ | -------------- | ---------- | ------------ |
| República Checa | 3       | 3       | 0        | 3      | 9-0            | 18-2       | 115-86       |
| Italia          | 3       | 2       | 1        | 2      | 5-4            | 13-9       | 91-84        |
| Reino Unido     | 3       | 1       | 2        | 1      | 5-4            | 9-12       | 111-88       |
| India           | 3       | 0       | 3        | 0      | 0-9            | 1-24       | 59-108       |

### Grupo C
| País      | Jugados | Ganados | Perdidos | Puntos | Partidos (G-P) | Sets (G-P) | Juegos (G-P) |
| --------- | ------- | ------- | -------- | ------ | -------------- | ---------- | ------------ |
| Brasil    | 3       | 3       | 0        | 3      | 7-2            | 15-6       | 112-75       |
| Francia   | 3       | 2       | 1        | 2      | 7-2            | 16-4       | 108-58       |
| Marruecos | 3       | 1       | 2        | 1      | 4-5            | 8-11       | 73-99        |
| Paraguay  | 3       | 0       | 3        | 0      | 0-9            | 0-18       | 51-112       |

### Grupo D
| País           | Jugados | Ganados | Perdidos | Puntos | Partidos (G-P) | Sets (G-P) | Juegos (G-P) |
| -------------- | ------- | ------- | -------- | ------ | -------------- | ---------- | ------------ |
| Japón          | 3       | 3       | 0        | 3      | 8-1            | 12-3       | 105-66       |
| Estados Unidos | 3       | 2       | 1        | 2      | 4-5            | 9-10       | 81-90        |
| Argentina      | 3       | 1       | 2        | 1      | 4-5            | 8-11       | 78-92        |
| Turquía        | 3       | 0       | 3        | 0      | 2-7            | 7-14       | 84-100       |

## Play-Off
|  | Cuartos de final | Cuartos de final | Cuartos de final |                |         | Semifinales | Semifinales | Semifinales |  |                | Final          | Final | Final |  |
|  |                  |                  |                  |                |         |             |             |             |  |                |                |       |       |  |
|  |                  |                  |                  |                |         |             |             |             |  |                |                |       |       |  |
|  | España           | España           | 1                |                |         |             |             |             |  |                |                |       |       |  |
|  | España           | España           | 1                |                |         |             |             |             |  |                |                |       |       |  |
|  | Francia          | Francia          | 2                |                |         |             |             |             |  |                |                |       |       |  |
|  | Francia          | Francia          | 2                |                | Francia | Francia     | 1           |             |  |                |                |       |       |  |
|  |                  |                  |                  |                | Francia | Francia     | 1           |             |  |                |                |       |       |  |
|  |                  |                  | Estados Unidos   | Estados Unidos | 2       |             |             |             |  |                |                |       |       |  |
|  | Estados Unidos   | Estados Unidos   | Estados Unidos   | Estados Unidos | 2       | 2           |             |             |  |                |                |       |       |  |
|  | Estados Unidos   | Estados Unidos   |                  |                |         |             |             |             |  |                |                |       |       |  |
|  | República Checa  | República Checa  | 0                |                |         |             |             |             |  |                |                |       |       |  |
|  | República Checa  | República Checa  | 0                |                |         |             |             |             |  | Estados Unidos | Estados Unidos | 0     |       |  |
|  |                  |                  |                  |                |         |             |             |             |  | Estados Unidos | Estados Unidos | 0     |       |  |
|  |                  |                  | Brasil           | Brasil         | 2       |             |             |             |  |                |                |       |       |  |
|  | Brasil           | Brasil           | Brasil           | Brasil         | 2       | 2           |             |             |  |                |                |       |       |  |
|  | Brasil           | Brasil           |                  |                |         |             |             |             |  |                |                |       |       |  |
|  | Australia        | Australia        | 0                |                |         |             |             |             |  |                |                |       |       |  |
|  | Australia        | Australia        | 0                |                | Brasil  | Brasil      | 2           |             |  |                |                |       |       |  |
|  |                  |                  |                  |                | Brasil  | Brasil      | 2           |             |  |                |                |       |       |  |
|  |                  |                  | Japón            | Japón          | 1       |             |             |             |  |                |                |       |       |  |
|  | Italia           | Italia           | Japón            | Japón          | 1       | 3           |             |             |  |                |                |       |       |  |
|  | Italia           | Italia           |                  |                |         |             |             |             |  |                |                |       |       |  |
|  | Japón            | Japón            | 0                |                |         |             |             |             |  |                |                |       |       |  |
|  | Japón            | Japón            | 0                |                |         |             |             |             |  |                |                |       |       |  |
|  |                  |                  |                  |                |         |             |             |             |  |                |                |       |       |  |